# 5-та Бастіонна вулиця (Севастополь)
Вулиця 5-а Бастіонна — вулиця в Ленінському районі, між площею Повсталих і вулицею Пирогова.
На вулиці розташовано кладовище Комунарів, сквер на місці 5-го бастіону з пам'ятниками воїнам 5-го бастіону і 49 комунарам.
Вулиця отримала найменування в 1905 році, коли відзначалося 50-річчя першої оборони Севастополя.